# Reinhard Spitzy
Reinhard Nikolaus Karl Spitzy (Graz, 11 février 1912  - Maria Alm, 2 novembre 2010) était un Hauptsturmführer SS (à partir de 1938), haut fonctionnaire du régime nazi et diplomate autrichien.
Après une formation militaire, suivie d’un cursus à l’École libre des sciences politiques de Paris, il devint l’adjoint personnel du ministre allemand des Affaires étrangères Joachim von Ribbentrop, intervenant à ce titre notamment en Espagne. Recherché par les puissances alliées après la guerre, il se réfugia en Argentine, mais s’en revint en 1958 en Autriche et y publia des livres de mémoires, où il relate ses faits et gestes sous le nazisme et ses expériences de clandestin en Argentine.

## Vie et carrière
Fils du médecin orthopédiste autrichien Hans Spitzy, Reinhard Spitzy fréquenta le Schottengymnasium (établissement catholique privé, mais de droit public) à Vienne, puis suivit les cours d’une école d’officiers ainsi qu’une formation d’aviateur. En octobre 1931, il adhéra au parti nazi NSDAP et à la SA, et peu après, en janvier 1932 à la SS. En 1934, il participa aux préparatifs de la tentative de coup d’État dite putsch de Juillet en Autriche. En 1934, il s’inscrivit à l’université, et se diplôma en 1936, avec distinction, à l’École libre des sciences politiques de Paris, en Section diplomatique. De 1936 à 1938, il exerça comme secrétaire de l’ambassadeur d’Allemagne Joachim von Ribbentrop à Londres, et accompagna celui-ci en 1938 à son retour en Allemagne, après qu’il eut été nommé à la tête du ministère des Affaires étrangères. En 1939, au terme d’une période d’activité au cabinet ministériel de Ribbentrop, il travailla comme attaché, assistant et adjoint personnel du ministre des Affaires étrangères Ribbentrop à Vienne. À l’éclatement de la Seconde Guerre mondiale, il fut chargé de négocier avec les entreprises américaines en Allemagne. Jusqu’à l’été 1941, il était directeur spécial du département Étranger/Contre-espionnage (Ausland/Abwehr) de l’état-major général (OKW, alors dirigé par Wilhelm Canaris), et ce temporairement au sein du régiment Brandenburg du Renseignement militaire (Abwehr). En août 1942, il fut dépêché en Espagne et au Portugal en qualité de délégué chargé des questions d’exportation pour le compte de la Mission allemande d’armement (notamment comme représentant officiel de la Škoda), en mission de renseignement. À partir de 1943, Spitzy collabora avec Walter Schellenberg au Reichssicherheitshauptamt et avec le prince Max Egon zu Hohenlohe-Langenburg (1897–1968),. À ce titre, il lui fut donné de participer aux pourparlers menés par Hohenlohe-Langenburg à Berne avec les services secrets américains, à savoir l’Office of Strategic Services (OSS), alors sous la direction d’Allen Dulles.
Après la fin de la Seconde Guerre mondiale, Spitzy, qui figurait sur la liste des personnes recherchées par les puissances alliées, réussit à s’échapper et se mettre à l’abri dans des couvents en Espagne, avant de s’enfuir en Argentine en 1948, où il fut actif comme cultivateur sur une plantation le long de la rivière Ñancay, dans la province d’Entre Ríos, sous le nom d'emprunt Andrés Martinez López. À partir de janvier 1958, on le retrouve séjournant de nouveau en Autriche, et depuis 1989 dans le village de Hintertal (commune de Maria Alm am Steinernen Meer, dans le Land de Salzbourg).

### Écrits de Reinhard Spitzy
- (de) So haben wir das Reich verspielt: Bekenntnisse eines Illegalen, Munich & Vienne, Langen Müller, 1986 (2e éd. 1986) (ISBN 3-7844-2493-7).
- (de) So entkamen wir den Alliierten, Munich & Berlin, Langen Mueller, 31 mars 1989 (ISBN 978-3784422442).
- (de) Franz von Sonnleithner, Als Diplomat im „Führerhauptquartier“: Aus dem Nachlass, Munich, Langen Müller, 1989 (ISBN 3-7844-2267-5), « Préface ».

### Publications sur Reinhard Spitzy
- (de) Ernst Klee, Das Personenlexikon zum Dritten Reich : Wer war was vor und nach 1945, Francfort-sur-le-Main, Fischer-Taschenbuch-Verlag, 2007 (ISBN 978-3-596-16048-8).
- (de) Biographisches Handbuch des deutschen Auswärtigen Dienstes 1871–1945 (ouvrage collectif, sous la direction de Bernd Isphording, Gerhard Keiper et Martin Kröger, vol. 4, Paderborn, Auswärtigen Amt, Historischer Dienst / Schöningh Verlag, 2012 (ISBN 978-3-506-71843-3).